# Sequedin
Sequedin és un municipi francès, situat a la regió dels Alts de França, al departament del Nord. L'any 2006 tenia 4.346 habitants. Limita al nord-est amb Lilla, al sud-est amb Loos, al sud amb Haubourdin, al sud-oest amb Hallennes-lez-Haubourdin i a l'oest amb Englos.
| 1962                                       | 1968  | 1975  | 1982  | 1990  | 1999  | 2006  |
| ------------------------------------------ | ----- | ----- | ----- | ----- | ----- | ----- |
| 1.675                                      | 2.716 | 2.966 | 3.384 | 3.340 | 3.627 | 4.346 |
| Des de 1962: població sense dobles comptes |       |       |       |       |       |       |

| Període   | Identitat       | Partit |
| --------- | --------------- | ------ |
| 1944-1945 | Maurice Surmont |        |
| 1945-1977 | Paul Godin      |        |
| 1977-2001 | Jacques Cense   |        |
| 2001-     | René Dubuisson  |        |

## Persones
- Narcisse Fremaux (1877-1953), darrer guardia campestre, eternitzat per un gegant creat pel Taller Sarandaca de Granollers.[1]